# Lukokoda
Lukokoda ist ein Verwaltungsbezirk (englisch Ward) des Distrikts Tandahimba in der tansanischen Region Mtwara.

## Geografie
Lukokoda liegt im Südosten von Tansania etwa 15 Kilometer Luftlinie südwestlich der Distrikthauptstadt Tandahimba. Der Bezirk grenzt im Norden an Dinduma und Nanhyanga, im Osten an Kwanyama, im Süden an Mchichira und Mnyawa und im Westen an Mkundi und Chikongola. Bei der Volkszählung 2022 lebten 6193 Menschen in 1939 Haushalten auf einer Fläche von 39 Quadratkilometern.

## Gliederung
Der Bezirk besteht aus vier Gemeinden (Mtaa) mit 16 Orten (Kitongoji):
| Lukokoda - Mbagala - Chang'ombe - Magodauni - Chamwino - Ludeko | Mnazimmoja - Madina - Mitema - Mshikamano - Mji Mpya - Mombasa - Tandika | Ghana Juu - Mikindani - Miembeni - Mbuyuni | Ghana Chini - Pemba - Kongo |

## Infrastruktur
- Bildung: Die Lukokoda Secondary School ist eine staatliche weiterführende Schule, die Tagesschüler bis zur 4. Stufe ausbildet.[8]
- Gesundheit: Im Bezirk liegt eine staatliche Apotheke.[9]